# 鈴木寛
鈴木 寛（すずき かん、1964年2月5日 - ）は、日本の教育者、社会学者、元政治家。本名は「すずき ひろし」。
東京大学公共政策大学院教授、慶應義塾大学大学院政策・メディア研究科教授。専門分野は、政策形成過程、教育政策、医療イノベーション政策、公共哲学、法哲学、情報政策、情報社会、科学技術政策、スポーツ政策、文化政策、コミュニティ・ソリューション、ソーシャル・イノベーション等。また、社会創発塾塾長、日本サッカー協会理事なども務める。
参議院議員、文部科学副大臣、文部科学大臣補佐官などを歴任した。

## 経歴
兵庫県明石市生まれ。灘中学校・高等学校を卒業後、1982年4月、東京大学文科一類入学。大学在学中は、東京大学音楽部コールアカデミー、東京六大学合唱連盟（理事）、駒場小劇場ネヴァーランド・ミュージカル・コミュニティ（音楽監督）、東大グリーン・テニスクラブに所属。佐藤誠三郎（政治学）、菅野和夫（労働法）に師事。
東京大学法学部を卒業後、1986年4月、通商産業省に入省。資源エネルギー庁、国土庁、産業政策局、生活産業局、シドニー大学、山口県庁などで勤務。
山口県庁出向中に吉田松陰の松下村塾に何度も通い、若者の無限の可能性を実感し、人材育成の大切さに目覚め、1995年「すずかんゼミ」を立ち上げる。松陰神社社報(第33号)には、『鈴木先生は「人づくり」「次代の社会づくり」に並々ならぬ情熱を持っており、先生の主宰される塾は、さながら「平成の松下村塾」と言われています。』と明記されている。
1995年に通商産業省に戻り機械情報産業局で情報政策などに従事する。モバイルインターネット、ブロードバンドインターネット、ICカード、電子商取引、電子決済、教科「情報」の導入・普及に尽力した。
1999年、通商産業省を退官し、慶應義塾大学環境情報学部助教授に就任。2000年、特定非営利活動法人スポーツ・コミュニティ・アンド・インテリジェンス機構（SCIX・シックス）の設立に関わる。また母校である灘中学校・高等学校の教諭（情報科）も務めた。
2001年、第19回参議院議員通常選挙に民主党公認で東京都選挙区から出馬し、参議院議員（2期12年）、参議院文教科学委員会理事など文教科学スポーツ文化政策に尽力。
2009年9月、鳩山由紀夫内閣で文部科学副大臣（2期）、スポーツ振興議員連盟幹事長、ラグビーワールドカップ2019日本大会成功議員連盟副会長、東京オリンピック・パラリンピック招致議員連盟事務局長、文化芸術振興議員連盟幹事長などを歴任。
2014年2月、慶應義塾大学大学院政策・メディア研究科兼慶應義塾大学総合政策学部の教授と、東京大学大学院公共政策学連携研究部（いわゆる公共政策大学院）の教授に同時就任、日本において私立大学と国立大学の常任教授を兼職する「クロスアポイントメント」の第一号となる。
同年10月17日、安倍政権下で下村博文文部科学大臣に請われ、文部科学省参与に就任。 2015年2月6日、文部科学大臣補佐官に就任。文部科学大臣である下村博文と、その後任である馳浩を支えた。第3次安倍第2次改造内閣発足に伴い、2016年8月3日付で文部科学大臣補佐官を退任したが、10月4日の閣議で、松野博一文部科学大臣の下での文部科学大臣補佐官に再任された。第３次安倍第三次改造内閣発足に伴い、文部科学大臣就任した林芳正の下でも文部科学大臣補佐官を務めた。文部科学大臣補佐官（4期）として日本でいち早く、アクティブ・ラーニングの導入を推進。2020年度から始まった学習指導要領の改訂、40年ぶりの大学入学制度改革に尽力。
このほか国立大学法人一橋大学社会科学の発展を考える円卓会議委員（2018年5月より）、大阪大学招聘教授（2012年4月より）、中央大学公共政策研究科客員教授（2005-2009年、2012-2015年）、電気通信大学客員教授（2013年4月より現在）、福井大学客員教授、和歌山大学客員教授、千葉大学客員教授、福島大学学長特別顧問（2020年11月～現在）福井大学経営審議会委員(2018年4月~現在)、公立大学法人 神奈川県立保健福祉大学理事、釜石市地方創生アドバイザー（2021年2月〜）、NPO法人日本教育再興連盟代表理事、独立行政法人日本スポーツ振興センター顧問、公益財団法人日本サッカー協会理事（2014年4月～現在）、日本ユネスコ委員、一般社団法人INOCHI 未来プロジェクト理事（2015年1月～現在）、一般社団法人社会創発塾塾長・理事、一般社団法人Street Rugby Alliance代表理事、一般社団法人セイラーズフォーザシー日本支局特別顧問を務める。
海外においても、OECD教育スキル局 Education2030 Bureau member（2015年12月～現在）、Teach For All global Board member（2018年2月～現在）として活動。

## 履歴
- 1982年 3月：灘高等学校卒業
- 1986年 3月：東京大学法学部卒業
- 1986年 4月：通商産業省入省（～1999年3月）
- 1999年 4月：慶應義塾大学環境情報学部助教授（～2001年3月）
- 2001年 7月：参議院議員（〜2013年7月）
- 2003年11月：参議院文教科学委員会理事（～2007年、2009年1月～2009年7月、2011年10月～2013年）
- 2004年 8月：裁判官訴追委員（～2015年10月）
- 2007年 9月：参議院政治倫理の確立及び選挙制度に関する特別委員会委員長（～2008年12月）
- 2009年 9月：文部科学副大臣（二期）（～2011年9月）
- 2014年 2月：慶應義塾大学大学院政策・メディア研究科教授（～現在）
- 2014年 2月：東京大学公共政策大学院教授（～現在）
- 2014年10月：文部科学省参与（～2015年2月）
- 2015年 2月：文部科学大臣補佐官（四期）（～2018年10月）

## 活動

### 文部科学副大臣
- 2年間の文部科学副大臣在任期間において、実質的な意思決定を一手に引き受けた。官僚からの信頼も厚く、官僚を排除することで機能不全に陥った民主党政権下にあって、異例にも政治主導が円滑に機能したと評される。在任中は文部科学省で最も労働時間が長い人と言われていた。
- 高校無償化、希望者全員奨学金・所得連動の返済型無利子奨学金制度の導入、30年ぶりの学級編制標準の見直し（小学校1年生の35人学級実現）、3年間で1万人超の教員定数改善、科学研究費助成事業（科研費）の大幅増と基金化の実現をはじめとした文教予算増に貢献した。
- 東日本大震災の際に、被災地と支援団体のマッチングのために「東日本大震災子どもの学び支援ポータルサイト」を構築し、2257件の被災地支援が成立。システムは日本ユニシスが無償で構築した。
- 福島第一原子力発電所事故の際は、放射線モニタリング結果の公表を即座に決定し、アクセスが集中しても情報が途絶えぬよう、助教授を務めていた慶應SFCの村井純教授に協力を要請し、複数のミラーサーバを構築したと2013年2月9日のG1サミットで語った。一方で、鈴木を含む政務三役や文科省幹部が3月15日に協議し、SPEEDIによる放射性物質の拡散予測が「一般にはとても公表できない内容と判断」し、鈴木が「文科省はデータの提供に徹し評価はせず、今後は原子力安全委員会が公表する」と提案し、合意されたと報じられた。しかしながら、国の原子力災害時の対応方針は「緊急時には、文部科学省からの指示により計算結果の2次元表示等を行い、官邸（原子力災害対策本部）等の関係機関においてこれらを活用する」こととなっており、緊急事態が発生した場合、官邸が被ばく線量予測や、避難等の実施区域案の作成、記者発表資料の作成を行うこととなっていた。
- 文教および科学振興費の増額を進め、平成23年度予算は戦後初めて「文教および科学振興費(5兆5,100億円)」が「公共事業関係費（4兆9,743億円)」を上回った[9]。さらに、省庁別にみると、「文部科学省予算（5兆5428億円)」が「国土交通省予算（5兆193億円）」を上回った[10]。
- 野党議員時代に自ら構想して制度化に尽力したコミュニティ・スクールの大幅拡大（平成23年度から24年度の1年で789校から1183校に）や学校支援本部事業の充実により[要出典]、地域住民等が参画する学校のガバナンス改革を推進し、1年間に647万人のボランティアが学校を支援する体制を確立した。
- 複雑な社会の課題を解決するためには法整備や予算措置だけでは不十分で、関係者間のコミュニケーションで教師や保護者の知恵や自発的行動を引き出すことが重要と主張し、「熟議」の政策形成や学校づくりを進めた。週末ごとに全国の学校で熟議を開催し、2010年4月から2012年2月までの間に、170箇所で開催され、約8千人が参加した[要出典]。また、同時にweb上で政策について議論をするサイト「熟議カケアイ」を開設し、同期間に約20テーマで熟議が実施され、全国47都道府県・海外から約1万5千件の声が寄せられた。
- 副大臣在任期間中も大学生を集めての自主ゼミ「すずかんゼミ」を継続した。文部科学省でも課長級や若手の官僚が参加する非公式の「すずかんゼミ」が複数できた。

### 文部科学大臣補佐官
- 2020年度から始まった学習指導要領の改訂に尽力。小中高でアクティブ・ラーニングが導入された他、高校では理数探究、総合探究、公共歴史総合、地理総合などの新科目を創設。
- 40年ぶりの大学入学制度改革に尽力。大学入試センター試験を廃止し、思考力・判断力・表現力を重視した共通テストを新たに創設。2017年11月10日国立大学協会は、個別大学入学者選抜における高度な記述式試験の実施、総合型選抜および学校型推薦選抜の占める割合を入学定員の30%とすることなどを最終決定した。
- しかし一旦決定され準備がされていた共通テストにおける英語民間４技能試験の活用、記述式の導入については、2018年10月2日に鈴木寛が退任した後、2019年7月25日に全国高等学校長協会から懸念が示され、2019年11月1日に萩生田文部科学大臣によって英語４技能試験の見送りが急遽表明され、記述式についても2019年12月17日に見送りが発表された。一方、国立大学の２次試験においては、ほとんどの大学で記述式が導入され、また、総合型選抜および学校型推薦選抜の割合は着実に増加している。
- コミュニティスクール運動を更に活性化し、全公立学校のコミュニティスクール化を努力義務に。令和2年7月1日には、全国の公立学校におけるコミュニティ・スクールの数が9788校となっている。
- 高等教育修学新制度の導入に尽力。高等教育修学新制度は、意欲ある子供たちの進学を支援するため、授業料・入学金の免除または減額と、返還を要しない給付型奨学金の大幅拡充により、大学、短期大学、高等専門学校、専門学校を無償化するもの。これは平成29年12月の「新しい経済政策パッケージ」、平成30年6月の「経済財政運営と改革の基本方針2018（いわゆる骨太の方針）」においてその方針が決定された。令和元年5月10日　大学等における修学の支援に関する法律が成立。この新たな支援措置は、令和2年4月から実施。
- 幼児教育・保育の無償化に尽力。幼児教育・保育の無償化は、幼児教育の負担軽減を図る少子化対策、生涯にわたる人格形成の基礎を培う幼児教育の重要性に鑑み、3〜5歳の幼稚園、保育所、認定こども園、地域型保育、企業主導型保育(標準的な利用料)の利用料を無償化、0〜2歳:上記の施設を利用する住民税非課税世帯を対象として無償化するもの。これは平成29年12月の「新しい経済政策パッケージ」、平成30年6月の「経済財政運営と改革の基本方針2018（いわゆる骨太の方針）」においてその方針が決定された。令和元年5月10日 子ども・子育て支援法の一部を改正する法律が成立。この新たな支援措置は、令和元年10月1日から実施 。
- 2016年G7倉敷教育大臣会合の議長代行として、１０年ぶりの教育大臣会合の開催、および、倉敷宣言のとりまとめに尽力。同宣言には、移民の増大やHome Grown Terrorismの深刻化を受けて、「社会的包摂」「共通価値（＝Common　Value）」の重要性を強調。どの国においても、生命の尊重、自由、寛容、民主主義、法の支配、人権尊重などの人類の共通価値を教育すべきだと盛り込んだ。また、国際レベルの文書としては初めて、STEAM（Science, 　Technology,　Engineering, Art, Mathematics)教育という概念を盛り込んだ。それまではSTEM教育という言葉はあったが、本宣言でArtを追加した。

### 教育者として
- 2014年2月、慶應義塾大学政策・メディア研究科兼総合政策学部の教授と、東京大学大学院公共政策学連携研究部（いわゆる公共政策大学院）の教授に同時就任、日本において私立大学と国立大学の常任教授を兼職する「クロスアポイントメント」の第一号となる[要出典]
- 鈴木寛研究会（すずかんゼミ）は、情報社会におけるソーシャル・プロデュースをテーマとして、多くのベンチャー起業家、社会起業家、大組織における新事業の立上げ担当者の育成している。1995年以来続いてきた「すずかんゼミ」の卒業生の多くは、現在、ユニコーン、ベンチャー企業、社会起業、NPO・NGO、政府、企業など様々な場において、エポック・メイキングなソーシャル・プロジェクトに関わっている。教え子としては、Zホールディングス株式会社代表取締役の川邊健太郎 [11]、特定非営利法人NPOカタリバ代表理事の今村久美[12]、ENECHANGE CEOの城口洋平[13]、ソロボーカリストの鈴木愛理[14]など多数。
- 2012年、社会起業家の育成を目指す一般社団法人社会創発塾を創立。

#### <主な教職>
1992年7月　シドニー大学　客員研究員（～1993年6月）
1997年4月　中央大学総合政策学部兼任講師（～1999年3月）
2002年4月　早稲田大学IT教育研究所客員助教授（～2005年）
2004年4月　東京大学教養学部非常勤講師（～2009，2012～現在）
2004年10月 大阪大学工学部研究科ビジネスエンジニアリング専攻非常勤講師（～2009）
2005年4月　中央大学公共政策研究科客員教授（～2009，2012～2015）
2006年2月　東京大学医科学研究所客員研究員（～2007）
2012年4月　筑波大学客員教授（教育推進部　～2013年3月）
2012年4月　大阪大学招聘教授（全学）（～2014年3月）
2013年4月　電気通信大学客員教授（～現在）
2013年9月  東京大学医学部非常勤講師（〜2014年2月）（国際保健政策）
2013年12月 慶應義塾大学総合政策学部　特別招聘教授（～2014年）
2014年4月　福井大学客員教授（大学院連合教職開発研究科～2019年3月）
2014年4月　大阪大学招聘教授（医学部　～現在）
2015年3月　学校法人千葉工業大学　未来ロボット技術研究センター客員研究員（～2016年3月）
2015年4月　和歌山大学客員教授（～現在）
2016年2月　千葉大学客員教授（医学部）（～現在）

### 政治家として
- 2001年、第19回参議院議員通常選挙に民主党公認で東京都選挙区から出馬し、初当選。政治家としては文教族として地歩を築く。2005年9月、前原誠司代表の下で民主党「次の内閣」文部科学大臣に就任。2007年、第21回参議院議員通常選挙で再選。
- 2009年9月、鳩山由紀夫内閣で文部科学副大臣に就任。菅直人内閣でも再任され、川端・高木2大臣の下で文部科学行政を担当。2011年9月、野田内閣発足にあたり、文部科学副大臣を退任。
- 第23回参議院議員通常選挙では、鈴木は三木谷浩史、藤田晋、田中良和など経済人、大前研一、三枝成彰、河村隆一など著名人、岡田武史、古田敦也、大野忍などアスリートの応援を受けてインターネット選挙を展開したが、民主党への逆風に加え、鈴木が民主党公認を得たのに対し、同じ民主党現職であった大河原雅子を菅直人が支持し「分裂選挙」となったことも影響し、次点で落選。2013年11月19日、自身のFacebookで民主党を離党することを表明した。

#### 議員連盟
- スポーツ振興議員連盟 - 幹事長
- ラグビーワールドカップ2019日本大会成功議員連盟 - 副会長
- 東京オリンピック・パラリンピック招致議員連盟 - 事務局長
- 文化芸術振興議員連盟 - 幹事長
- ラグビーワールドカップ2019日本大会成功議員連盟 - 副会長
- 医療現場の危機打開と再建をめざす国会議員連盟 - 幹事長
- 古典の日推進超党派議員連盟 - 幹事長
- 家庭教育推進議員連盟 - 幹事長

## 著書

### 単著
- 『社会ワールド　政治のしくみ』（小学館、2015年）
- 『熟議のススメ』(講談社、2013年)
- 『テレビが政治をダメにした』(双葉新書、2013年)
- 『「熟議」で日本の教育を変える』(小学館、2010年)

### 共著
- (Fernando M Reimersほか)『Audacious　Education　Purpose：How Government Transform the Goals of Education System』（Springer；1st　Ed．2020年）
- (井庭崇編・岩瀬直樹・今井むつみ・市川力など) 『クリエイティブ・ラーニング−創造社会の学びと教育−』（慶應義塾大学出版会、2019年）
- (佐藤学・秋田喜代美ほか) 『教育の再定義　岩波講座　教育　変革への展望第一巻』（岩波書店、2016年）
- (梶田叡など)『これから学校教育のことを語ろうじゃないか』（図書文化社、2015年）
- (加藤寛・野田一夫など)『賢者の訓導』(アルミデス、2013年)
- (石川直樹・大阪大学コミュニケーションデザインセンターらと)『知のジムナスティックス　学問の臨床、人間力の鍛錬とは何か』(大阪大学出版会、2012年)
- (寺脇研)『コンクリートから子どもたちへ 』(講談社、2010年)
- (林芳正ほか)『研究開発強化法』(科学新聞社、2009年)
- (神保哲生・宮台真司ほか)『教育をめぐる虚構と真実』(春秋社、2008年)
- (古田敦也)『子育てキャッチボール ボールひとつから始まる教育再生』(徳間書店、2007年)
- (藤原和博編・他共著)『中学改造』(小学館、2002年)
- (金子郁容・渋谷恭子)『コミュニティー・スクール構想』(岩波書店、2000年)
- (慶応義塾大学SFC鈴木寛研究室の学生たち)『インターネットの素朴な疑問』(2000年、あさ出版)
- (城山英明・細野助博)『中央省庁の政策形成過程』(中央大学出版部、1999年)
- (金子郁容・松岡正剛・下河辺淳ほか)『ボランタリー経済の誕生』(1998年、 実業之日本社)

### 部分執筆
- （藤原和博と107人の仲間たち）『人生のつくり方』(サンマーク出版、2002年）
- （村井純・林紘一郎・牧野二郎 監修）『IT2001 なにが問題か』(岩波書店、2000年)

### 監訳
- 教育のワールドクラス─21世紀の学校システムをつくる─　A.シュライヒャー 秋田喜代美共監訳(明石書店、2019年)